# Adobe Photoshop
Adobe Photoshop è un software proprietario prodotto da Adobe specializzato nell'elaborazione di fotografie (fotoritocco) e, più in generale, di immagini digitali.
Questo programma è in grado di effettuare ritocchi di qualità professionale alle immagini, offrendo enormi possibilità creative grazie ai numerosi filtri e strumenti che permettono di emulare le tecniche utilizzate nei laboratori fotografici per il trattamento delle immagini, le tecniche di pittura e di disegno (dalla regolazione delle luci, al totale stravolgimento dell'immagine riuscendo a creare anche tridimensionalità). Un'importante funzione del programma è data dalla possibilità di lavorare con più livelli, permettendo di gestire separatamente le diverse componenti che costituiscono l'immagine.
Tra i plugin, notevole importanza rivestono quelli che permettono al programma di leggere e scrivere nuovi formati di file come Adobe Camera Raw che permette di lavorare con file Raw prodotti da molte macchine fotografiche (tipicamente le reflex digitali) e con i file DNG. Adobe ha reso disponibili le specifiche del formato per la compilazione dei plug-in anche ad aziende di terze parti, creando quindi un mercato specifico di componenti per Photoshop, compresi anche pennelli, campioni di colore, pattern e sfumature, nonché di macro (qui chiamate "azioni"). Grazie alla presenza della timeline, Photoshop permette anche la creazione di Gif, Video e animazioni.
Il 13 febbraio 2013 Adobe ha donato il codice sorgente della versione 1.0.1 al Computer History Museum di Mountain View.

## Storia
La prima versione di Photoshop risale al 1990 ad opera dei fratelli Thomas e John Knoll, figli di un professore di Ingegneria nucleare dell'Università del Michigan, che idearono il programma. Prende corpo dall'applicativo esistente Display, sviluppato dal 1987 per Macintosh Plus. La versione attualmente disponibile in italiano è la CC 2024: la numerazione ordinaria del programma è stata modificata con la pubblicazione di Adobe Photoshop CS, che corrisponderebbe in realtà alla 8.0. La vecchia sigla ricorda che il software è parte integrante della Adobe Creative Suite.
A partire dalla versione 14.0 è stata utilizzata la sigla CC che fa riferimento all'Adobe Creative Cloud (che ha preso il posto della Creative Suite), un pacchetto di software per l'elaborazione grafica comprendente, oltre a Photoshop, anche Illustrator, InDesign, Version Cue, Bridge, Stock Photos (nel pacchetto standard), a cui si aggiungono GoLive e Acrobat Professional nella versione Premium. Tutti i componenti della Creative Cloud vengono venduti anche separatamente.
Di Adobe Photoshop esiste anche una versione semplificata e più economica, chiamata Photoshop Elements: in passato, Adobe tentò di distribuire un'altra versione con ridotte funzionalità del programma, nota come Photoshop 5.0 LE (Limited Edition), frequentemente distribuita in bundle con l'acquisto di alcuni prodotti di informatica come scanner o plotter di varie aziende.

## Formato file
Il PSD è un formato di file grafico di Adobe Photoshop, in grado di salvare un'immagine completa di tutti i livelli che la compongono. Un'immagine salvata in formato proprietario Adobe ha il vantaggio di essere lavorabile in fasi successive. Lo svantaggio è dato dalle dimensioni eccessive che non rendono agevole il suo trasferimento, se non usando idonee connessioni veloci o supporti adeguati. Si tratta di un formato particolarmente ricco di dettagli e informazioni sull'immagine. Rappresenta per la sua completezza un buon punto di partenza per i professionisti della grafica, per ottenere quasi qualsiasi altro tipo d'immagine. Il formato supporta anche le animazioni basate su livelli.

## Cronologia delle versioni
Segue l'elenco delle versioni di Adobe Photoshop.
| Versione         | Sistema operativo                    | Codice                                                            | Data di uscita | Maggiori cambiamenti |
| ---------------- | ------------------------------------ | ----------------------------------------------------------------- | --- | --- |
| 0.0.7            | Mac OS                               | Bond                                                              | gennaio 1988 | - Versione non distribuita al pubblico - questa demo è la prima copia conosciuta di Photoshop |
| 0.87             | MacOS                                | Seurat                                                            | ottobre 1988 | - Prima versione distribuita commercialmente (tramite l'azienda Barneyscan) con il nome Barneyscan XP. |
| 1.0              | Mac OS                               |                                                                   | 17 febbraio 1990 | - Il codice sorgente di questa versione è stato donato al Computer History Museum |
| 2.0              | Mac OS                               | Fast Eddy                                                         | giugno 1991 | - Percorsi - Colore CMYK - Rasterizzazione EPS |
| 2.0.1            | Mac OS                               |                                                                   | gennaio 1992 | |
| 2.5              | Mac OS                               | Merlin                                                            | novembre 1992 | |
| 2.5              | Windows                              | Brimstone                                                         | novembre 1992 | |
| 2.5.1            | Mac OS                               |                                                                   | 1993 | |
| 3.0              | Mac OS                               | Tiger Mountain                                                    | settembre 1994 | - Tavolozza dei colori a schede - Livelli (aggiornamento fondamentale) |
| 3.0              | Windows, IRIX                        |                                                                   | novembre 1994 | - Tavolozza dei colori a schede - Livelli (aggiornamento fondamentale) |
| 4.0              | Mac OS, Windows                      | Big Electric Cat                                                  | novembre 1996 | - Regolazione Livelli - Testi rieditabili (prima, il testo veniva subito rasterizzato) - Compatibilità con i formati PNG e PDF - Guide e griglie |
| 4.0.1            | Mac OS, Windows                      |                                                                   | agosto 1997 | |
| 5.0              | Mac OS, Windows                      | Strange Cargo                                                     | maggio 1998 | - Undo multipli (Aggiunta la palette Storia) - Gestione del colore |
| 5.0.1            | Mac OS, Windows                      |                                                                   | 1999 | |
| 5.5              | Mac OS, Windows                      |                                                                   | febbraio 1999 | - Integrazione del programma ImageReady (per la creazione di gif animate, rollover e altre elaborazioni legate al web) - Filtro Estrai - Immagini vettoriali |
| 6.0              | Mac OS, Windows                      | Venus in Furs                                                     | settembre 2000 | - Strumento Pennello Correttivo - Filtro Fluidifica - Strumento editing testi "sul posto" (direttamente sul livello nell'area di disegno invece che in finestra separata) |
| 6.0.1            | Mac OS, Windows                      |                                                                   | marzo 2001 | - Gestione della memoria migliorata - Strumento Contagocce ampliato - Salva/Esporta Tracciato di Ritaglio corretto |
| 7.0              | Mac OS/Mac OS X, Windows             | Liquid Sky                                                        | marzo 2002 | - Testo completamente vettoriale - Pennello Correttivo potenziato - Nuovo sistema di pittura |
| 7.0.1            | Mac OS/Mac OS X, Windows             |                                                                   | agosto 2002 | - Camera RAW 1.x (plugin opzionale) |
| CS (8.0)         | Mac OS X, Windows                    | Dark Matter                                                       | ottobre 2003 | - Camera RAW 2.x - Comando Luci/Ombre (menu Immagine > Regolazioni) - Comando Corrispondenza colore (menu Immagine > Regolazioni) - Istogramma in tempo reale - Riconoscimento e blocco dell'importazione di immagini di banconote |
| CS2 (9.0)        | Mac OS X, Windows                    | Space Monkey                                                      | aprile 2005 | - Camera RAW 3.x - Oggetti avanzati - Comando Altera Immagine (menu Modifica > Trasforma) - Comando Pennello Correttivo al volo (menu Modifica > Trasforma) - Strumento Occhi Rossi(correzione della luce rossa dalle foto di occhi) - Filtro Fuoco Prospettico - Nuovo filtro di contrasto: Contrasta migliore - Fuoco prospettico - Gestione della memoria su sistemi a 64 bit (PowerPC G5 con Mac OS X 10.4) - Supporto all'HDRI High dynamic range imaging - Nuova applicazione Adobe Bridge |
| CS3 (10.0)       | Mac OS X (Universal Binary), Windows | Red Pill                                                          | dicembre 2006 | - Versione Universal Binary per computer Mac con processori PPC&Intel - Interfaccia utente rinnovata e semplificata - Aggiunto il plugin Camera Raw per l'editing su fotografie in formato raw - Migliorata l'integrazione con Adobe Bridge e gli altri software della Creative Suite - Strumenti di 3D compositing e texture editing - Filtri non distruttivi - Strumenti di misurazione 2D e 3D |
| CS4 (11.0)       | Mac OS X (Universal Binary), Windows | Stonehenge                                                        | ottobre 2008 | - Nuova interfaccia unificata con gli altri programmi della Creative Suite con supporto per le schede - Interfaccia ai livelli di regolazione più intuitiva - Filtri di Camera Raw in grado di operare su specifiche aree dell'immagine - Utilizzo della GPU per accelerare la visualizzazione e lo zoom delle immagini e l'anteprima dei filtri - Ridimensionamento delle immagini in base al contenuto (Content-Aware Scaling o Seam Carving) - Completo supporto per oggetti 3D e pittura su di essi (Photoshop Extended) - La versione a 64 bit viene commercializzata solo per Windows |
| CS5 (12.0)       | Mac OS X (Intel), Windows            | White Rabbit                                                      | 12 aprile 2010 (presentazione ufficiale) 7 maggio 2010 (uscita sul mercato)                                          | - Versione nativa per computer Mac con processori Intel - Nuove funzionalità per selezione e scontorno - Riempimento in base al contenuto (Content-Aware Fill) - HDR Pro e HDR Toning - Strumento Alterazione marionetta per la deformazione delle immagini - Pennello miscela colori e simulazione realistica pennelli secchi, umidi, bagnati - Estrusioni 3D semplificate con Repoussé (Extended) - Creazione veloce di ombre e di luci basate sull'immagine (Extended) - Ricca libreria di materiali 3D (Extended) - Editing del contenuto basato sul movimento (Extended) - Strumenti di analisi e misura delle immagini (Extended) |
| CS5.1 (12.1)     | Mac OS X (Intel), Windows            |                                                                   | 3 maggio 2011 | - Supporto per l'interazione con app per tablet. |
| CS6 (13.0)       | Mac OS X (Intel), Windows            | Superstition                                                      | 21 marzo 2012 (diffusione beta pubblica) 23 aprile 2012 (presentazione ufficiale) 7 maggio 2012 (uscita sul mercato) | - Nuova interfaccia utente scura in aggiunta alla consueta grigio chiaro. - Interfaccia utente riorganizzata e razionalizzata. - Salvataggio in background e opzione per il salvataggio automatico a intervalli regolari. - Nuovo Adobe Mercury Engine che utilizza la GPU su schede AMD tramite OpenCL oltre alle schede nVidia precedentemente supportate via CUDA e velocizza gli strumenti taglierina, trasformazione libera, alterazione marionetta, scala in base al contenuto ed il filtro fluidifica. - Strumenti toppa in base al contenuto e sposta in base al contenuto - Nuovo strumento taglierina interattivo - Visualizzazione a video di informazioni numeriche quando si modifica la dimensione di un pennello o si usano gli strumenti di trasformazione. - Nuovi filtri di sfocatura interattivi: campo sfoca (iris blur), sfocatura diaframma (field blur) e scostamento inclinazione (tilt shift) - Nuovo filtro interattivo per la simulazione di fonti di luce. - Nuove funzioni per i pennelli. - Funzioni di editing video migliorate e rese disponibili anche nell'edizione normale (non extended) - Funzioni 3D riorganizzate e applicabili in tempo reale che sostituiscono il pannello Repoussé della CS5 (solo versione extended) |
| CC (14.0)        | Mac OS X (Intel), Windows            |                                                                   | 18 giugno 2013 | - La nuova versione "CC" è inclusa in Creative Cloud, un sistema di aggiornamento e scaricamento dati automatico. - Filtro Nitidezza avanzata completamente rinnovato - Upsampling intelligente - Funzionalità estese incluse - Camera Raw 8 e supporto dei livelli - Rettangoli arrotondati modificabili - Selezione multipla di forme e tracciati - Riduzione effetto mosso della fotocamera - Supporto ampliato per oggetti avanzati - Disegno in 3D migliorato - Stili di testo migliorati - Possibilità di copiare gli attributi CSS - Azioni condizionali - Pannello Scena 3D migliorato - Funzioni ad alta produttività per il flusso di lavoro - Effetti 3D migliorati - Importazione di colori da file web - Opzioni anti-alias di sistema per il testo - Tecnologie basate sul contenuto - Mercury Graphics Engine - Strumenti avanzati per il design - Creazione video intuitiva - Galleria sfocatura - Strumenti 3D intuitivi e supporto DICOM - Salvataggio in background e recupero automatico - Miglioramento dei filtri Minimo e Massimo |
| CC 2014 (15.0)   | OS X, Windows                        |                                                                   | 18 giugno 2014 | |
| CC 2015 (16.0)   | Mac OS X (Intel), Windows            | Dedicato a Thomas e John Knoll (Adobe Photoshop 25º Anniversario) | 15 giugno 2015 | - Stampa di contenuti 3D - Integrazione delle API Metal (Os X) - Miglioramenti in Adobe Camera Raw 9.1 - Integrazione con Adobe Preview CC per iOS - Esportazione delle immagini più semplice e veloce - Migliore esperienza di visualizzazione sugli schermi HiDPI (Windows) |
| CC 2015.1        | Mac OS X (Intel), Windows            | Dedicato a Thomas e John Knoll (Adobe Photoshop 25º Anniversario) | 30 novembre 2015 | - Nuove funzionalità nelle Creative Cloud Libraries - Miglioramenti della modalità Design Space (anteprima) - Maggiori opzioni con le tavole da disegno - Esperienza utente moderna su desktop e dispositivi touch - Barra degli strumenti e aree di lavoro personalizzabili - Importazione di personaggi 3D nei progetti 2D - Individuazione di font più rapida - Funzione panorama: introduzione del comando riempimento in base al contenuto - Esportazione velocizzata con maggiore controllo - Più opzioni creative con l'importazione di SVG - Rapida individuazione del glifo corretto - Guarda al quadro generale - Maggiore controllo con Adobe Camera Raw 9 - introduzione del filtro DEHAZE (Elimina foschia) |
| CC 2015.5 (17.0) | Mac OS X (Intel), Windows            | Haiku                                                             | 20 giugno 2016 | - Migliore collaborazione grazie al Libraries - Area di selezione e mascheratura - Attività quotidiane accelerate - Opzione di ritaglio al contenuto - Trova font simile - Tavole da disegno migliorate - Miglioramenti dell'esportazione - Regolazione dei lineamenti del volto - Utilizzo dei glifi semplificato - Stampa 3D in formato Microsoft 3MT - Creazione di motivi con Capture CC - Presentazione di progetti personali con Adobe Portfolio - Integrazione con Adobe Experience Design CC (Preview) |
| CC 2015.5.1      | Windows, Mac OS X                    | Haiku                                                             | 8 agosto 2016 | - Aggiornamento di Camera Raw - Risolto bug che causava crash improvvisi - Affinamento integrazione con Librerie |
| CC 2017 (18.0)   | Windows, macOS                       |                                                                   | 2 novembre 2016 | - Creazione rapida dei modelli - Ricerca completa - Font SVG - Area di lavoro Selezione e maschera migliorata - Funzione di Fluidifica in base al volto migliorata - Miglioramento Pannello proprietà - Nuove funzionalità Creative Cloud libraries - Nuove funzionalità Camera Raw - Integrazione con Adobe Experience Design CC (anteprima) |
| CC 2018 (19.0)   | Windows, macOS                       |                                                                   | 25 gennaio 2018 | - Nuova gestione dei pennelli, con nuove proprietà e categorizzazioni - Oltre 1000 nuovi pennelli creati da Kyle T. Webster dopo l'acquisizione del suo sito. da parte di Adobe - Nuovo strumento Curvature Pen per la creazione di curve di Bézier - Accesso a Lightroom Photo |
| CC 2019 (20.0)   | Windows, macOS                       |                                                                   | 15 ottobre 2018 | - Strumento cornice - Possibilità di eseguire calcoli matematici nei campi numerici - Nuova anteprima metodi di fusione - Ruota dei colori - Trasformazione proporzionale di default - Riempi in base al contenuto |
| 2020 (21.x)      | Windows, macOS                       |                                                                   | ottobre 2019 | |
| 2021 (22.x)      | Windows, macOS                       |                                                                   | ottobre 2020 | |